# 鯨のジャーキー

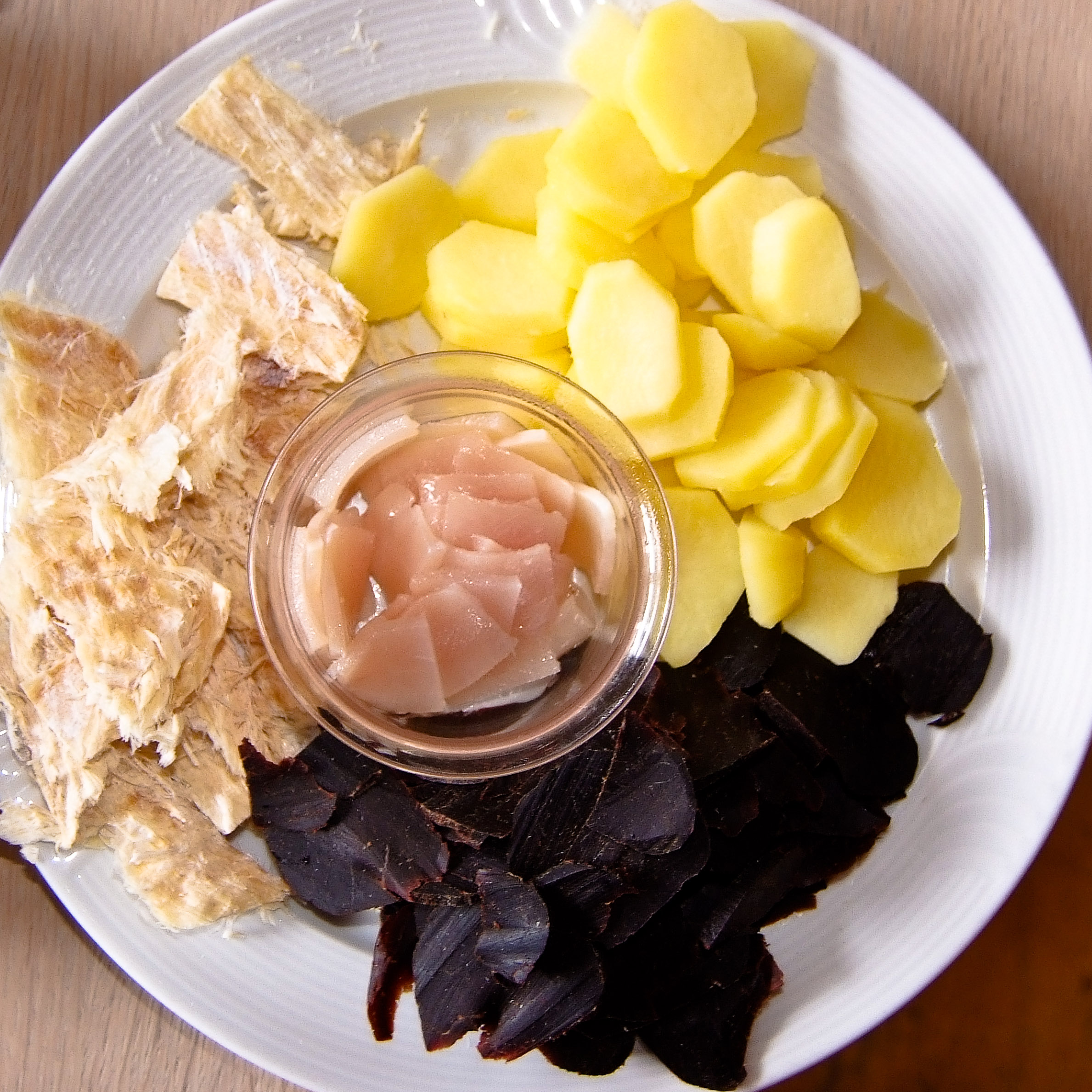
黒い食べ物がゴンドウクジラの干し肉。真ん中には鯨の脂肪。（フェロー諸島）

鯨のジャーキー（くじらのジャーキー）とは、鯨肉をジャーキー（干し肉）にした食品である。ペットフードにも用いられる。

## 歴史
鯨類の干し肉の歴史は古く、縄文時代の真脇遺跡（石川県能都町）からイルカの骨が大量に出土していることにより、その頃から保存のために干し肉が行われ、交易にも用いられていたと推測する研究者もいる。

### 石焼鯨
いしやきくじら。熱した石の上でクジラの切り身を炙（あぶ）り、脂を取ったあとのクジラ肉を干したものとされる。とても硬い干し肉で、熱い灰で温めたり、水で戻して食すると伝わる。北海道・利尻島のアイヌの伝統食でもあり、内地との交易品であった。
1696年に泰山（利尻山）に漂着した朝鮮人が残した『漂舟録』には、鯨の干し肉が大量に積まれていたことが記されており、当時の松前名産の石焼鯨だったと考えられている。この時、朝鮮人を世話したアイヌは、飯（米や穀物）ではなく「魚汁一腕と鯨の干肉何切れか」を朝鮮人へ食事として与えたと伝わる。

## 食べ物
お酒のおつまみ、子供のおやつなどに用いられ、地域によってはオードブルになる。

### 世界
グリーンランド（デンマーク）のイヌイットにはイッカクの干し肉が伝わる。クジラの燻製も作られる。
フェロー諸島（デンマーク）では、鯨の干し肉がオードブルに用いられる。鯨の脂肪も用いられる。
ノルウェーでは、鯨肉の燻製は生産され消費される。
アイスランドではミンククジラを用いて燻製させ干し肉が作られている。
フィリピンでも、乾燥、塩蔵の鯨肉が存在する。

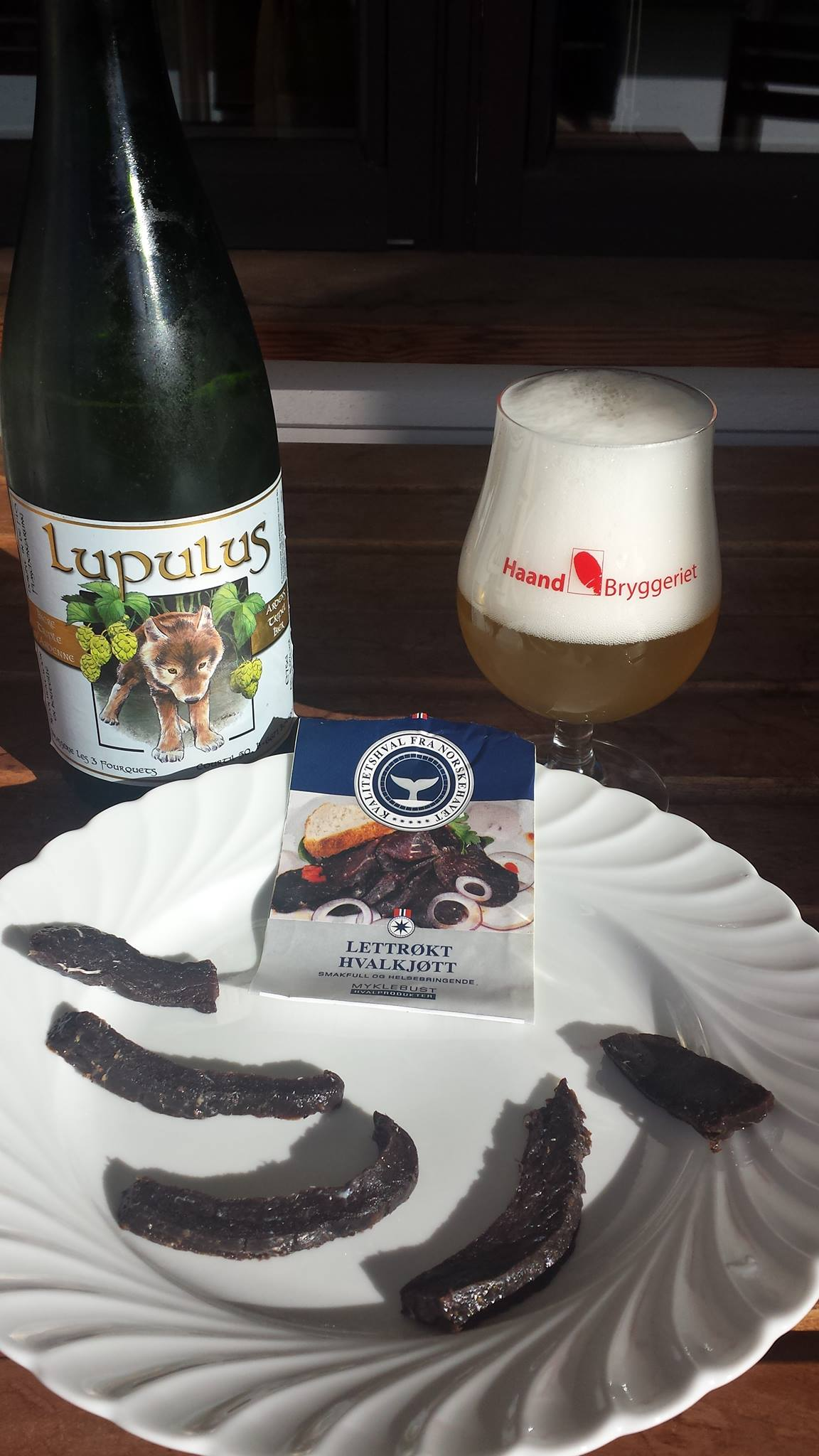
ノルウェーの鯨の干し肉。
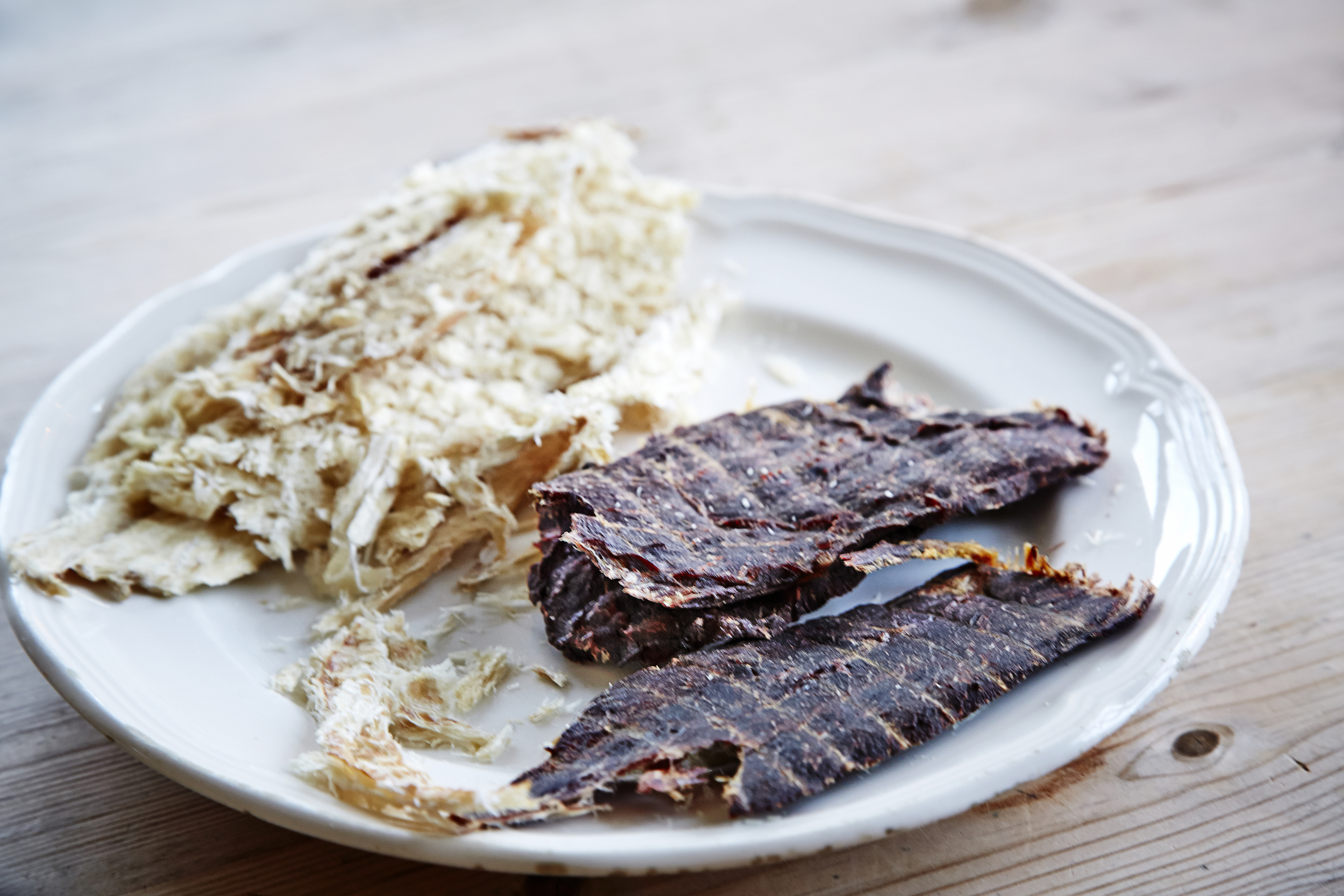
グリーンランドの鯨の干し肉と干し魚。
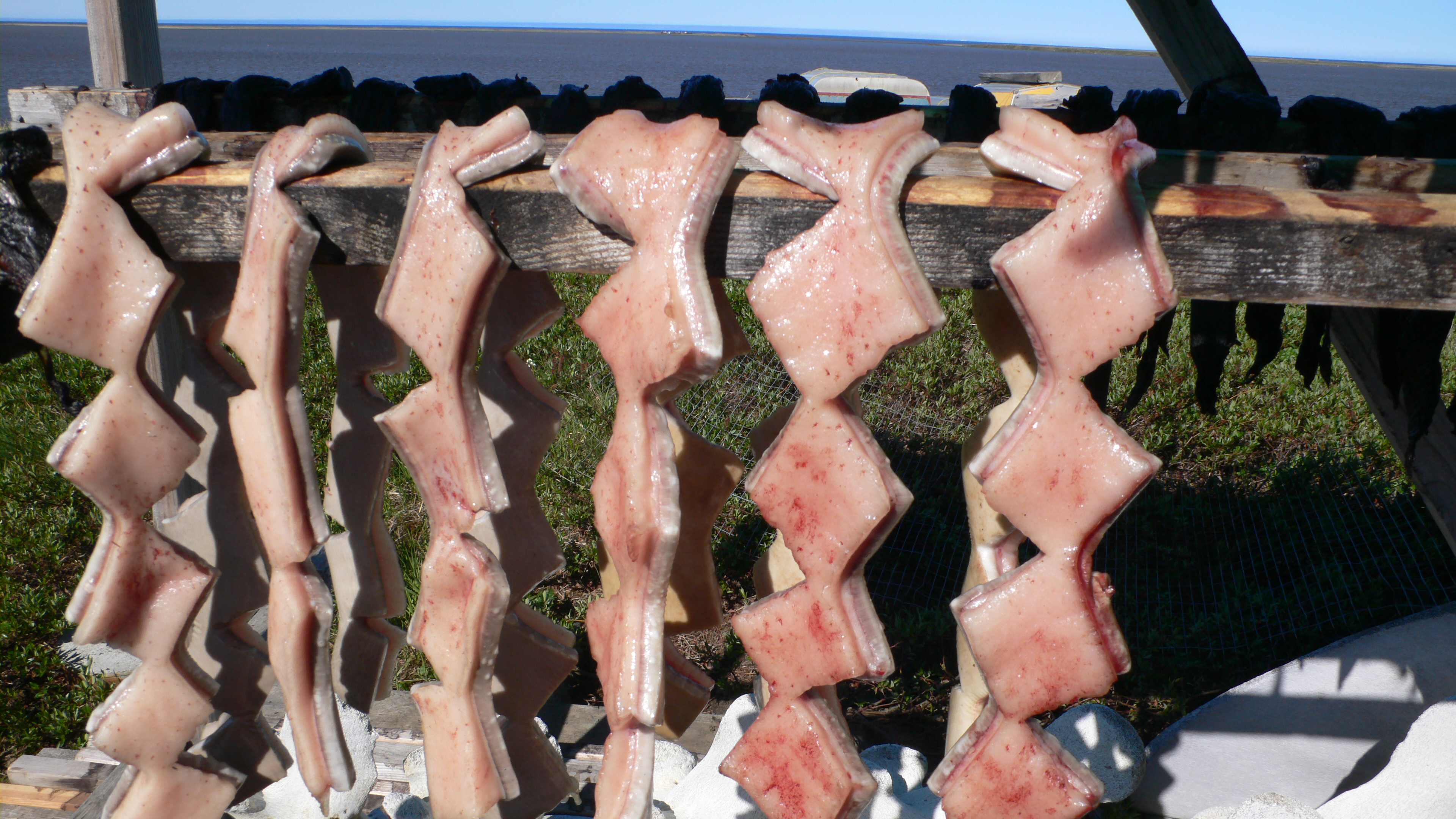
アラスカ・ポイントレイ（英語版）でのシロイルカの脂身の天日干し。

### 日本
宮城県石巻市には、ツチクジラの干し肉があり、醤油ダレで味付けしている。2011年の東日本大震災の大津波で、捕鯨船もろとも捕鯨基地は壊滅したが、現在では船を復活させ再び捕鯨に出るようになった。
千葉県南房総には「鯨のたれ」という干し肉がある。また、静岡県の伊豆地方にはイルカ（イシイルカ）のたれがある。
和歌山県太地町ではゴンドウクジラ（マゴンドウ）の干肉が販売される。太地町では人気が高く、よく消費されるという報告がある。
高知県室戸市や、長崎県においても鯨の干し肉が伝わっており、鯨のジャーキーとして販売もされている。

## ペットフード
千葉県南房総市ではツチクジラを用いて、ペットフードが生産される。また、鯨のアバ（すじ）の乾物は、家畜のアキレス腱並みに噛みごたえがあり、犬のおやつに最適とされ販売された。
埼玉県飯能市のペットフード加工会社が、2012年ごろに、アイスランド沖で捕獲されたナガスクジラの肉を犬用の“鯨ジャーキー”に加工して販売したところ、2013年に動物愛護団体（反捕鯨団体）のイルカ&クジラ・アクション・ネットワーク (IKAN)が成金趣味だと抗議をし、会社側は、「誰かの心をかき乱す恐れがあるのなら当該商品を販売する価値はない」として、販売を中止したことがある。

## 派生
日本では、猪は「山クジラ」と呼ばれていたため、福岡県糸島市では猪肉を「浮嶽（うきだけ）くじら」というブランド名で呼び、干し肉（ジャーキー）も製造している。